# 멀리사 오드웨이
멀리사 오드웨이(Melissa Ordway, 1983년 3월 31일 ~ )는 미국의 배우이다.

## 출연 작품
- 17 어게인 (2009) - 로렌 역
- 채널링 (2013) - 빅토리아 역